# Myrkdalen
Myrkdalen är en ort i Voss kommun i Vestland fylke i västra Norge. Platsen ligger cirka 30 kilometer från kommunens centralort Vossevangen, och är en vintersportort.

## Bilder

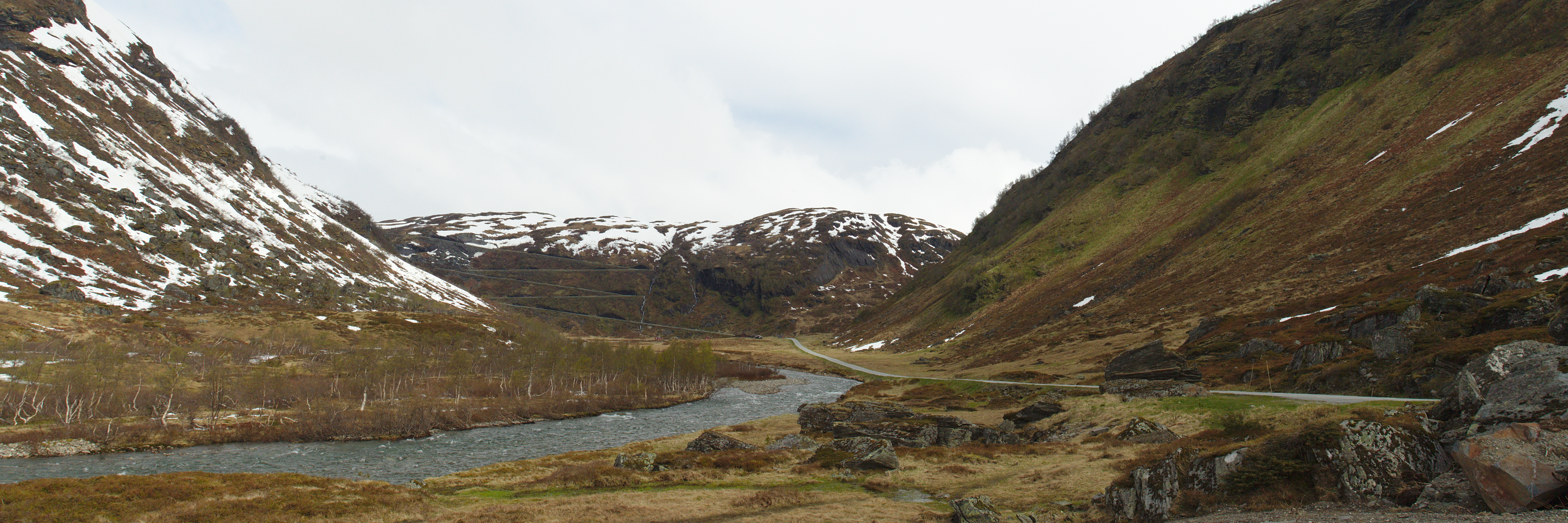
Myrkdalen i maj.
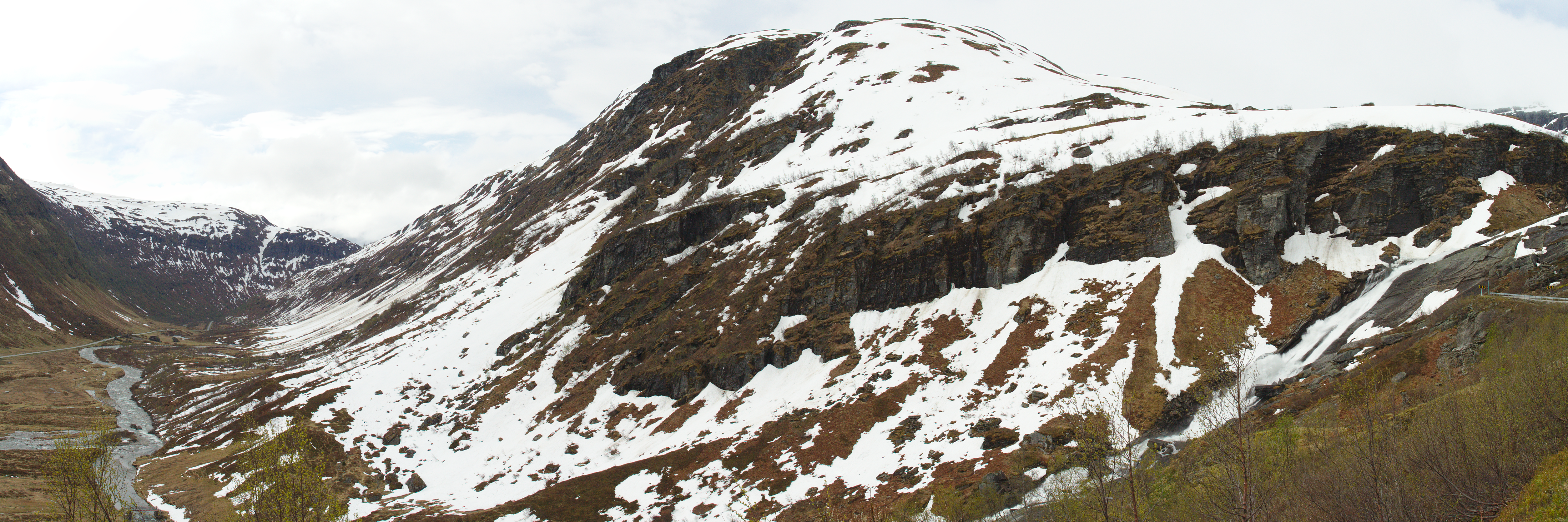
Myrkdalen i maj.

### Fotnoter
1. ↑  ”Om Myrkdalen” (på norska). Myrkdalen. Arkiverad från originalet den 28 februari 2014. https://web.archive.org/web/20140228031817/http://www.myrkdalen.org/om_myrkdalen/index.html. Läst 18 februari 2014.